# Kvalspelet till östasiatiska mästerskapet i fotboll 2015
Kvalspelet till östasiatiska mästerskapet i fotboll 2015 är de kvalomgångar som avgör vilket östasiatiskt landslag som lyckas kvala in till östasiatiska mästerskapet 2015 i Kina.

Japan, Kina och Sydkorea var direktkvalificerade för huvudturneringen. Övriga lag fick kvala om den fjärde- och sistaplatsen, Hongkong, Kinesiska Taipei, Nordkorea gick in i andra kvalomgången, medan Guam, Macao, Mongoliet och Nordmarianerna fick börja i första kvalomgången.

## Första omgången

### Tabell
| Nr | Lag            | S | V | O | F | GM | IM | MS | P |
| -- | -------------- | - | - | - | - | -- | -- | -- | - |
| 1  | Guam           | 3 | 2 | 1 | 0 | 7  | 0  | +7 | 7 |
| 2  | Macao          | 3 | 1 | 1 | 1 | 4  | 4  | 0  | 4 |
| 3  | Mongoliet      | 3 | 1 | 0 | 2 | 6  | 5  | +1 | 3 |
| 4  | Nordmarianerna | 3 | 1 | 0 | 2 | 2  | 10 | −8 | 3 |

### Matcher
|              | 21 juli 2014 | Mongoliet                                                                                       | 4 – 0           | Nordmarianerna | GFA National Training Center       |                                    |
| 15:00 UTC+10 | 15:00 UTC+10 | Mönkh-Erdeniin Tögöldör 20′ Soyol-Erdene Gal-Erden ?′ Murun Altankhuyag ?′ Bilegtii Dashnyam ?′ | (? – 0) Rapport |                | Dededo Domare: Jumpei Iida (Japan) | Dededo Domare: Jumpei Iida (Japan) |
| 15:00 UTC+10 | 15:00 UTC+10 |                                                                                                 |                 |                | Dededo Domare: Jumpei Iida (Japan) | Dededo Domare: Jumpei Iida (Japan) |
| 15:00 UTC+10 | 15:00 UTC+10 |                                                                                                 |                 |                | Dededo Domare: Jumpei Iida (Japan) | Dededo Domare: Jumpei Iida (Japan) |

|              | 21 juli 2014 | Guam | 0 – 0   | Macao | GFA National Training Center                    |                                                 |
| 17:30 UTC+10 | 17:30 UTC+10 |      | Rapport |       | Dededo Domare: Kao Jung-fang (Kinesiska Taipei) | Dededo Domare: Kao Jung-fang (Kinesiska Taipei) |
| 17:30 UTC+10 | 17:30 UTC+10 |      |         |       | Dededo Domare: Kao Jung-fang (Kinesiska Taipei) | Dededo Domare: Kao Jung-fang (Kinesiska Taipei) |
| 17:30 UTC+10 | 17:30 UTC+10 |      |         |       | Dededo Domare: Kao Jung-fang (Kinesiska Taipei) | Dededo Domare: Kao Jung-fang (Kinesiska Taipei) |

|              | 23 juli 2014 | Nordmarianerna                      | 2 – 1           | Macao             | GFA National Training Center          |                                       |
| 15:00 UTC+10 | 15:00 UTC+10 | Nicholas Swaim 38′ Kirk Schuler 65′ | (1 – 1) Rapport | 17′ Pang Chi Hang | Dededo Domare: Kim Hee-gon (Sydkorea) | Dededo Domare: Kim Hee-gon (Sydkorea) |
| 15:00 UTC+10 | 15:00 UTC+10 |                                     |                 |                   | Dededo Domare: Kim Hee-gon (Sydkorea) | Dededo Domare: Kim Hee-gon (Sydkorea) |
| 15:00 UTC+10 | 15:00 UTC+10 |                                     |                 |                   | Dededo Domare: Kim Hee-gon (Sydkorea) | Dededo Domare: Kim Hee-gon (Sydkorea) |

|              | 23 juli 2014 | Guam              | 2 – 0           | Mongoliet | GFA National Training Center         |                                      |
| 17:30 UTC+10 | 17:30 UTC+10 | Ryan Guy 16′, 75′ | (1 – 0) Rapport |           | Dededo Domare: Ng Kai Lam (Hongkong) | Dededo Domare: Ng Kai Lam (Hongkong) |
| 17:30 UTC+10 | 17:30 UTC+10 |                   |                 |           | Dededo Domare: Ng Kai Lam (Hongkong) | Dededo Domare: Ng Kai Lam (Hongkong) |
| 17:30 UTC+10 | 17:30 UTC+10 |                   |                 |           | Dededo Domare: Ng Kai Lam (Hongkong) | Dededo Domare: Ng Kai Lam (Hongkong) |

|              | 25 juli 2014 | Macao                                      | 3 – 2           | Mongoliet                                   | GFA National Training Center                    |                                                 |
| 15:00 UTC+10 | 15:00 UTC+10 | Lam Ka Seng ?′ Chan Man ?′ Tang Hou Fai ?′ | (? – ?) Rapport | ?′ Donorov Lumbengarav ?′ Altansukh Tsolmon | Dededo Domare: Kao Jung-fang (Kinesiska Taipei) | Dededo Domare: Kao Jung-fang (Kinesiska Taipei) |
| 15:00 UTC+10 | 15:00 UTC+10 |                                            |                 |                                             | Dededo Domare: Kao Jung-fang (Kinesiska Taipei) | Dededo Domare: Kao Jung-fang (Kinesiska Taipei) |
| 15:00 UTC+10 | 15:00 UTC+10 |                                            |                 |                                             | Dededo Domare: Kao Jung-fang (Kinesiska Taipei) | Dededo Domare: Kao Jung-fang (Kinesiska Taipei) |

|              | 25 juli 2014 | Guam                                                                         | 5 – 0           | Nordmarianerna | GFA National Training Center       |                                    |
| 17:30 UTC+10 | 17:30 UTC+10 | John Matkin 32′ Ryan Guy ?′ Marcus Lopez ?′ Shawn Nicklaw 69′ Ian Mariano ?′ | (? – 0) Rapport |                | Dededo Domare: Jumpei Iida (Japan) | Dededo Domare: Jumpei Iida (Japan) |
| 17:30 UTC+10 | 17:30 UTC+10 |                                                                              |                 |                | Dededo Domare: Jumpei Iida (Japan) | Dededo Domare: Jumpei Iida (Japan) |
| 17:30 UTC+10 | 17:30 UTC+10 |                                                                              |                 |                | Dededo Domare: Jumpei Iida (Japan) | Dededo Domare: Jumpei Iida (Japan) |

## Andra omgången

### Tabell
| Nr | Lag              | S | V | O | F | GM | IM | MS | P |
| -- | ---------------- | - | - | - | - | -- | -- | -- | - |
| 1  | Nordkorea        | 3 | 2 | 1 | 0 | 7  | 2  | +5 | 7 |
| 2  | Hongkong         | 3 | 1 | 1 | 1 | 2  | 2  | 0  | 4 |
| 3  | Guam             | 3 | 1 | 1 | 1 | 3  | 6  | −3 | 4 |
| 4  | Kinesiska Taipei | 3 | 0 | 1 | 2 | 1  | 3  | −2 | 1 |

### Matcher
|             | 13 november 2014 | Nordkorea                         | 2 – 1           | Hongkong         | Taipei Municipal Stadium                           |                                                    |
| 16:00 UTC+8 | 16:00 UTC+8      | Ri Chol-myong 58′ O Hyok-chol 80′ | (0 – 0) Rapport | 83′ Jaimes McKee | Taipei Publik: 800 Domare: Hiroyuki Kimura (Japan) | Taipei Publik: 800 Domare: Hiroyuki Kimura (Japan) |
| 16:00 UTC+8 | 16:00 UTC+8      |                                   |                 |                  | Taipei Publik: 800 Domare: Hiroyuki Kimura (Japan) | Taipei Publik: 800 Domare: Hiroyuki Kimura (Japan) |
| 16:00 UTC+8 | 16:00 UTC+8      |                                   |                 |                  | Taipei Publik: 800 Domare: Hiroyuki Kimura (Japan) | Taipei Publik: 800 Domare: Hiroyuki Kimura (Japan) |

|             | 13 november 2014 | Kinesiska Taipei | 1 – 2           | Guam                                        | Taipei Municipal Stadium                             |                                                      |
| 19:00 UTC+8 | 19:00 UTC+8      | Chen Hao-wei 56′ | (0 – 2) Rapport | 14′ (str.) Jason Cunliffe 42′ Shane Malcolm | Taipei Publik: 2 405 Domare: Kim Dae-yong (Sydkorea) | Taipei Publik: 2 405 Domare: Kim Dae-yong (Sydkorea) |
| 19:00 UTC+8 | 19:00 UTC+8      |                  |                 |                                             | Taipei Publik: 2 405 Domare: Kim Dae-yong (Sydkorea) | Taipei Publik: 2 405 Domare: Kim Dae-yong (Sydkorea) |
| 19:00 UTC+8 | 19:00 UTC+8      |                  |                 |                                             | Taipei Publik: 2 405 Domare: Kim Dae-yong (Sydkorea) | Taipei Publik: 2 405 Domare: Kim Dae-yong (Sydkorea) |

|             | 16 november 2014 | Guam               | 1 – 5           | Nordkorea                                                     | Taipei Municipal Stadium                  |                                           |
| 16:00 UTC+8 | 16:00 UTC+8      | Jason Cunliffe 61′ | (0 – 1) Rapport | 14′, 72′ Jong Il-gwan 85′, 89′ Ri Sang-chol 90′ Kye Song-hyok | Taipei Publik: 657 Domare: Tan Hai (Kina) | Taipei Publik: 657 Domare: Tan Hai (Kina) |
| 16:00 UTC+8 | 16:00 UTC+8      |                    |                 |                                                               | Taipei Publik: 657 Domare: Tan Hai (Kina) | Taipei Publik: 657 Domare: Tan Hai (Kina) |
| 16:00 UTC+8 | 16:00 UTC+8      |                    |                 |                                                               | Taipei Publik: 657 Domare: Tan Hai (Kina) | Taipei Publik: 657 Domare: Tan Hai (Kina) |

|             | 16 november 2014 | Kinesiska Taipei | 0 – 1           | Hongkong              | Taipei Municipal Stadium                             |                                                      |
| 19:00 UTC+8 | 19:00 UTC+8      |                  | (0 – 0) Rapport | 54′ (str.) Lam Ka Wai | Taipei Publik: 8 860 Domare: Kim Song-ho (Nordkorea) | Taipei Publik: 8 860 Domare: Kim Song-ho (Nordkorea) |
| 19:00 UTC+8 | 19:00 UTC+8      |                  |                 |                       | Taipei Publik: 8 860 Domare: Kim Song-ho (Nordkorea) | Taipei Publik: 8 860 Domare: Kim Song-ho (Nordkorea) |
| 19:00 UTC+8 | 19:00 UTC+8      |                  |                 |                       | Taipei Publik: 8 860 Domare: Kim Song-ho (Nordkorea) | Taipei Publik: 8 860 Domare: Kim Song-ho (Nordkorea) |

|             | 19 november 2014 | Hongkong | 0 – 0   | Guam | Taipei Municipal Stadium                           |                                                    |
| 16:00 UTC+8 | 16:00 UTC+8      |          | Rapport |      | Taipei Publik: 167 Domare: Kim Dae-yong (Sydkorea) | Taipei Publik: 167 Domare: Kim Dae-yong (Sydkorea) |
| 16:00 UTC+8 | 16:00 UTC+8      |          |         |      | Taipei Publik: 167 Domare: Kim Dae-yong (Sydkorea) | Taipei Publik: 167 Domare: Kim Dae-yong (Sydkorea) |
| 16:00 UTC+8 | 16:00 UTC+8      |          |         |      | Taipei Publik: 167 Domare: Kim Dae-yong (Sydkorea) | Taipei Publik: 167 Domare: Kim Dae-yong (Sydkorea) |

|             | 19 november 2014 | Kinesiska Taipei | 0 – 0   | Nordkorea | Taipei Municipal Stadium                             |                                                      |
| 19:00 UTC+8 | 19:00 UTC+8      |                  | Rapport |           | Taipei Publik: 5 807 Domare: Hiroyuki Kimura (Japan) | Taipei Publik: 5 807 Domare: Hiroyuki Kimura (Japan) |
| 19:00 UTC+8 | 19:00 UTC+8      |                  |         |           | Taipei Publik: 5 807 Domare: Hiroyuki Kimura (Japan) | Taipei Publik: 5 807 Domare: Hiroyuki Kimura (Japan) |
| 19:00 UTC+8 | 19:00 UTC+8      |                  |         |           | Taipei Publik: 5 807 Domare: Hiroyuki Kimura (Japan) | Taipei Publik: 5 807 Domare: Hiroyuki Kimura (Japan) |